# Conjunto Paisagístico de Santa Cruz Cabrália e o Conjunto Arquitetônico e Paisagístico da Cidade Alta
O Conjunto Paisagístico de Santa Cruz Cabrália e o Conjunto Arquitetônico e Paisagístico da Cidade Alta são edificações localizadas em Santa Cruz Cabrália, município do estado brasileiro da Bahia. Foi tombado pelo Instituto do Patrimônio Histórico e Artístico Nacional (IPHAN) em 1981, através do processo de número 1021.

## História
A localidade de Santa Cruz de Cabrália está vinculada aos primeiros contatos dos portugueses com a costa brasileira, quanto teria ocorrido um desembarque na Baía Cabrália. Logo surgiu um povoado chamado Aldeia de Santa Cruz. Após ataques de indígenas da etnia Aimorés, o povoado foi transferido para as margens do rio João Tiba, onde se fundou a Vila de Santa Cruz, no mesmo local do município atual. Foi tombado pelo IPHAN em 1981, recebendo tombo arqueológico, etnográfico e paisagístico (Inscrição 83/1981).

## Arquitetura
Santa Cruz de Cabrália é uma cidade de dois andares, que segue a tradição luso-brasileira. Construída inicialmente na parte alta, a cidade foi, pouco a pouco, transferindo-se para a parte baixa, junto ao porto, protegido por arrecifes, na foz do rio João Tiba.
A cidade alta é composta por uma única rua que dá acesso aos monumentos, igreja Matriz de N. Sra. da Conceição e ruína da Casa de Câmara e Cadeia. A cidade baixa possui um conjunto arquitetônico uniforme na sua volumetria, que se organiza numa trama de ruas de desenho ortogonal. No acervo paisagístico, destaca-se a relação entre os dois níveis da cidade e desta com o mar. O Ilhéu da Coroa Vermelha, local onde teria sido realizada a primeira missa no país, encontra-se nos limites do município.